# Molytinae

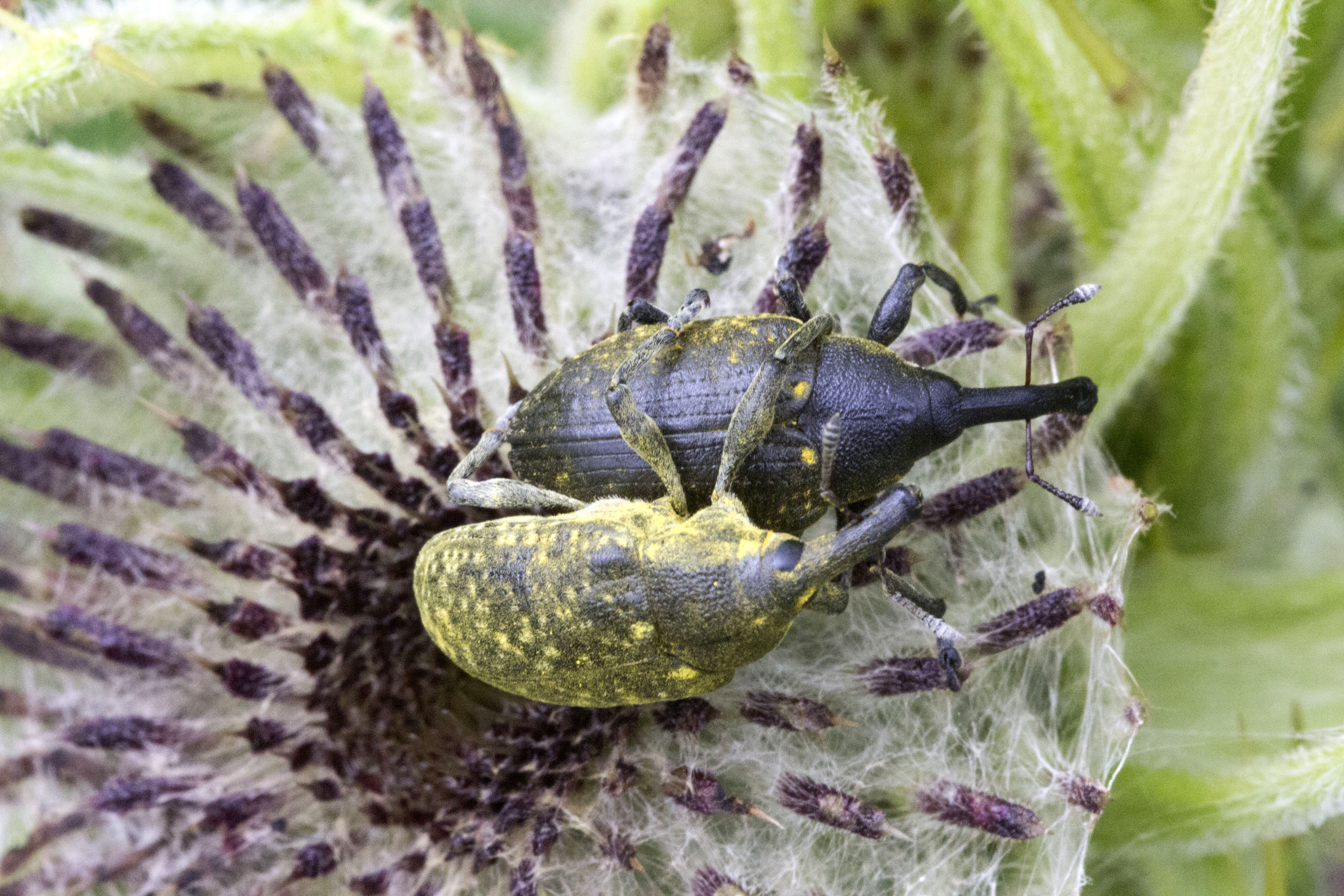
Liparus - Тулузский музеум

Molytinae  (лат.) — подсемейство жесткокрылых из семейства жуков-слоников.

## Описание
Слоники маленьких или средних размеров, реже больших. Тело имеет бурую или чёрную окраску, если желтоватые, то со слабо выраженным рисунком из пятен или волосков. Скульптура покровов часто грубая, нередко с бугорками или рёбрышками на переднеспинки или надкрыльях. Опушение без металлического оттенка, иногда голое. Узор на теле, если он есть, то часто в виде нешироких поперечных перевязей, иногда крапчатый. Восковой налёт встречается редко. 

## Палеонтология
Древнейшие достоверные находки в ископаемом состоянии известны с палеоцена (Archaralites zherichini) и миоцена (Bronchotibia adunatus).

## Развитие
Развитие личинок протекает на двудольных или хвойных растениях,  иногда обитают в подстилке или в почве.

## Экология
Жуки обычно влаголюбы, в аридном климате редки. Среди представителей подсемейства водных форм нет. личинки в основном эндофитные, внутри вегетативных органов растения, часто ксилобионты, у криптобионтных форм почвенные и подстилочные.

## Классификация
Согласно последним публикациям, состав семейства существенно расширен за счёт включения нескольких групп, ранее рассматриваемых как отдельные подсемейства:
Группа родов «Bagoinae»: 
- Bagous
- Hydronoplus
- Neoephimeropus
- Pnigodes
- Pseudobagous
- Sclerolophus

Группа триб «Cryptorhynchinae»:
- Aedemonini
- Camptorhinini
- Cryptorhynchini
- Gasterocercini
- Psepholacini
- Sophrorhinini
- Torneumatini

Группа триб «Hyperinae»: 
- Cepurini
- Hyperini

Группа триб «Lixinae»:
- Cleonini
- Lixini
- Rhinocyllini

Группа триб «Magdalininae»: 
- Carciliini
- Laemosaccini
- Magdalidini
- Mesoptiliini

Группа триб «Molytinae» sensu strictu: 
- Amalactini
- Aminyopini
- Amorphocerini
- Anchonini
- Brachyceropsini
- Cholini
- Cleogonini
- Conotrachelini
- Cycloterini
- Dinomorphini
- Emphyastini
- Euderini
- Galloisiini
- Guioperini
- Hylobiini
- Ithyporini
- Juanorhinini
- Lepyrini
- Lithinini
- Lymantini Lacordaire, 1866
- Mecysolobini
- Metatygini
- Molytini Schönherr, 1823
  - Typoderina
    - Oromia thoracica
- Nettarhinini
- Pacholenini
- Paipalesomini
- Petalochilini
- Phoenicobatini
- Phrynixini
- Pissodini
- Sternechini
- Styanacini
- Trachodini
- Trigonocolini
- Trypetidini